# Oborona
Moviment juvenil rus "Oborona" (rus: Российское молодёжное движение «Оборона»; Rossiyskoye molodozhnoye dvizheniye «Oborona» (en rus per "Defensa") és un moviment cívic juvenil no partidista a Rússia. El seu nom significa "Defensa [de]" en rus i altres. El moviment es va establir l'any 2005 i no té cap estructura líder ni centralitzada. En lloc d'això, es basa en el principi de la xarxa i en la majoria de relacions horitzontals.
El moviment s'oposa al que anomenen un vector autoritari de la política russa. Afirmen que el president Vladimir Putin destrueix les institucions democràtiques i pretén establir un estat policial autoritari a Rússia. El moviment aposta per la resistència noviolenta a les autoritats.
La branca d'Oborona de Moscou compta amb diversos centenars d'activistes. El moviment també té sucursals a 25 ciutats russes.
El moviment s'ha inspirat àmpliament en la Revolució Taronja a Ucraïna el 2004 i especialment en les organitzacions juvenils ucraïneses Pora! i Znayu! així com a Belarús Zubr.
Un dels líders d'aquesta organització, Oleg Kozlovsky, ha estat arrestat i, segons diversos webs de l'oposició, enviat il·legalment com a recluta privat a l'exèrcit rus. També s'han detingut vuit membres més del moviment que van intentar organitzar manifestacions de suport a Kozlovsky, una d'elles filla de l'escriptor i presentador de ràdio Victor Shenderovich. Un dels detinguts va rebre una forta pallissa i va ser traslladat a un hospital.
El lideratge d'Oborona va creure que Kozlovsky havia estat arrestat per publicar al LiveJournal fotos d'oficials de les forces especials governamentals que recentment van matar l'activista de l'Altra Rússia Yuriy Chervochkin. No obstant això, el mateix Oleg Kozlovsky va dir que va ser reclutat per aïllar-lo dels seus col·legues d'Oborona durant un període d'eleccions presidencials. De fet, va ser alliberat de l'Exèrcit el 4 de març de 2008, dos dies després de les eleccions. Els oficials militars van confirmar que el seu reclutament havia estat il·legal.

## Simbolisme
Durant el segle xx, la imatge d'un puny alçat, símbol i gest de resistència i unitat va ser utilitzada per molts moviments, sobretot d'esquerres, com ara: anarquistes, antifeixistes, activistes pels drets humans, estudiants d'esquerres, demòcrates, moviments sindicals, lluitadors pels drets dels indis, Black Panthers, verds. Totes aquestes persones estaven unides pels valors de la llibertat i la justícia (segons el seu entendre), el rebuig de la realitat política i la disposició a defensar els seus drets en la pràctica.

## Estructura
Oborona té una estructura en xarxa en la qual cada organització regional conserva una autonomia significativa, i els enllaços horitzontals prevalen sobre els verticals. Les organitzacions regionals més grans estan gestionades pels consells coordinadors, les altres pels coordinadors.